# Rustam Chusnutdinow
Rustam Chusnutdinow (kasachisch Рустам Хуснутдинов; russisch Рустам Данилович Хуснутдинов, beim Weltschachbund FIDE Rustam Khusnutdinov; * 11. Juli 1987 in Qaraghandy) ist ein kasachischer Schachspieler und -trainer.
Er spielte für Kasachstan bei der Schacholympiade 2014. Außerdem nahm er zweimal an den asiatischen Mannschaftsmeisterschaften (2012 und 2016) teil. 
Im Jahr 2007 wurde er Internationaler Meister, seit 2009 trägt er den Titel Großmeister. Seine höchste Elo-Zahl war 2527 im März 2010.
| Die zur Anzeige dieser Grafik verwendete Erweiterung wurde dauerhaft deaktiviert. Wir arbeiten aktuell daran, diese und weitere betroffene Grafiken auf ein neues Format umzustellen. (Mehr dazu) |